# Buchhain

Buckowin (Kreiskarte, 1910)

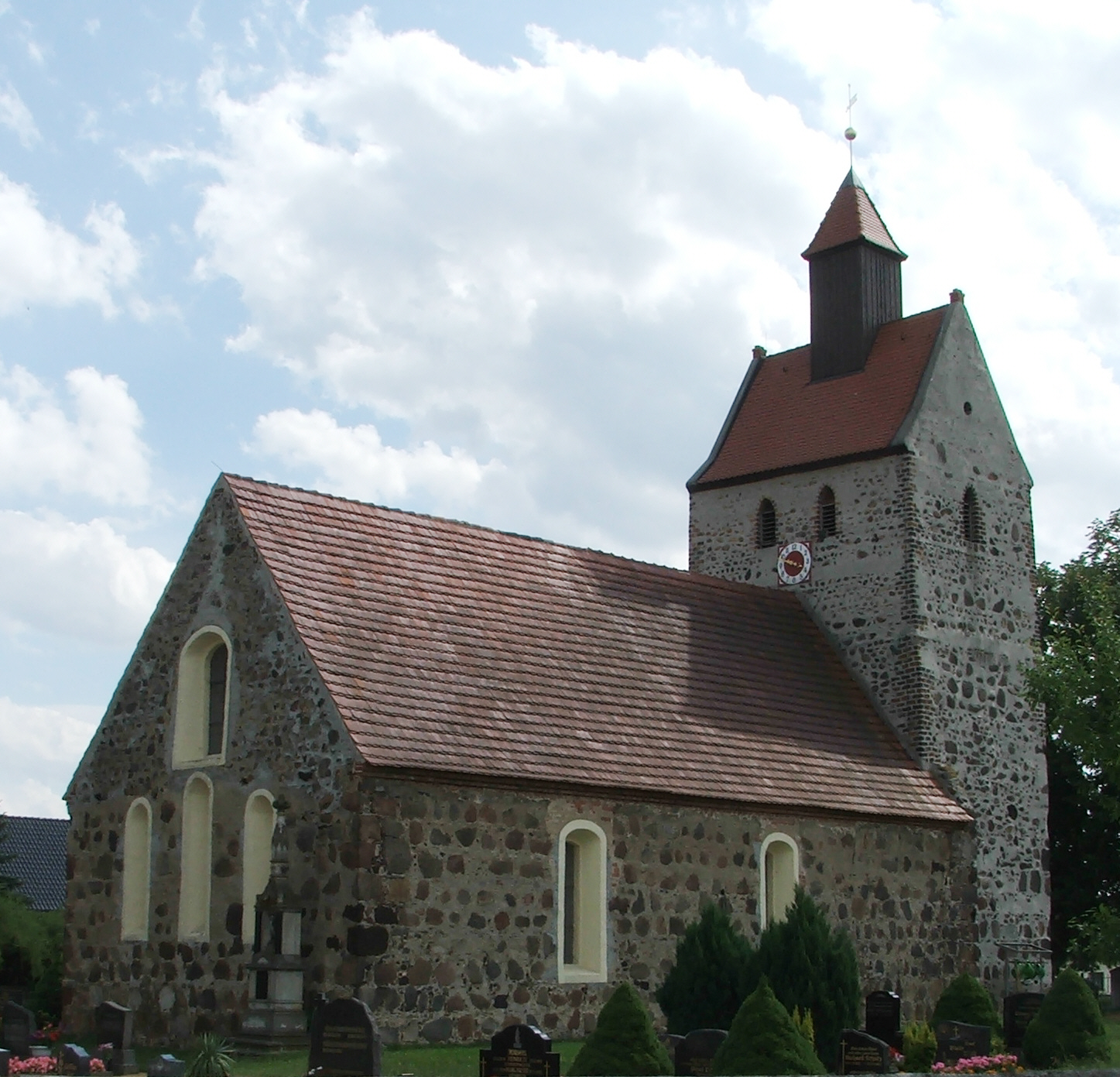
Die Buchhainer Dorfkirche

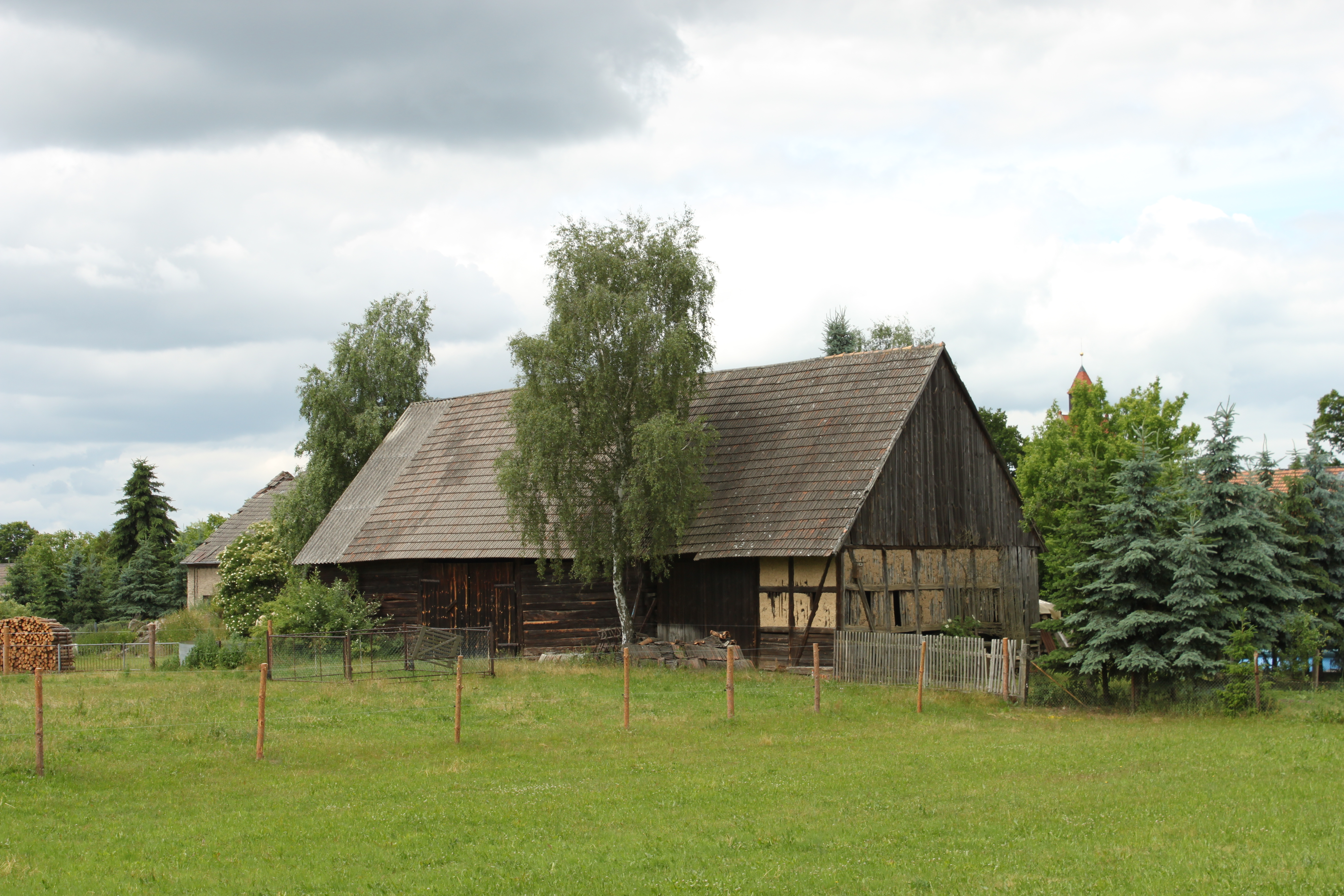
Fachwerkscheune in Buchhain

Buchhain (bis 1937 Buckowin, niedersorbisch Bukowina) ist ein Ortsteil der Stadt Doberlug-Kirchhain im Landkreis Elbe-Elster in Brandenburg.

## Geschichte

### Deutung des Ortsnamens
Der Ortsname kommt aus dem slawischen Bukowina und bedeutet Rotbuche, Rotbuchenwald. Unter nationalsozialistischer Herrschaft wurde der Ort am 30. Oktober 1937 im Zuge der Germanisierung sorbischstämmiger Ortsnamen in „Buchhain“ umbenannt.

### Chronik
Die urkundliche Ersterwähnung ist für das Jahr 1329 belegt. Rudolf I. (Sachsen-Wittenberg) verkaufte 1329 „Buckewien“ mit dem Patronatsrecht, so dass die Belehnten, welches Standes sie auch sein mögen, von dem jedesmaligen Abte das Lehn nehmen sollen. Das Dorf war somit eines der 14 Klosterdörfer des Klosters Dobrilugk. 1380 ist ein Pfarrer nachweisbar.
Buchhain ist ein typisches Angerdorf. Das Dorf ist in rechteckiger Form angelegt, auf der Dorfaue liegen die Kirche und Schmiede.
Buckowien war Marktflecken mit Wachs-, Honig- und Bienenmarkt. Später soll Wahrenbrück diesen Markt übernommen haben.
1495 gehört die Kirche zu Burgkewin zum Erzpriester Sprengel in Schlieben.
Die schon 1346 erwähnte Dorfkirche ist ein rechteckiger Feldsteinbau mit einem spätgotischen Querturm. Der Innenraum mit Tonnengewölbe stammt aus dem 17. Jahrhundert und ist 1977 modernisiert worden. Der Kanzelaltar wurde im Jahr 1785 von Johann Gottfried Winklern, Tischler aus Sorno gefertigt. An der südlichen Außenwand befindet sich ein Rokoko-Grabstein.
1529 hatte Buckowien 15 Hüfner und nur 1 Gärtner (Büdner).
1815 wurde Buckowien Teil des Landkreises Luckau. 1952 entstand der Kreis Finsterwalde, dem Buchhain zugeordnet wurde. Mit der Eingemeindung im Jahr 1993 kam Buchhain in den neu entstandenen Landkreis Elbe-Elster.
Eine besondere Entdeckung wurde 1850 bei Buckowien gemacht, als man ein germanisches Reitergrab aus dem 3. Jahrhundert fand. Die darin enthaltenen Eisen- und Bronzegegenstände befinden sich im Museum für Vor- und Frühgeschichte in Berlin.
Bedeutung hatte Buchhain als zentraler Schulstandort für den Westen des Kreises Finsterwalde. Die Schule wurde 1976 erweitert und mit einer Turnhalle ergänzt. 1988/89 wurde die Schule durch einen Neubau ersetzt.
2008 hat sich Buchhain um den jährlich verliehenen Titel Naturparkgemeinde erfolgreich beworben. Damit wurde Buchhain für die Ausrichtung des Naturparkfestes für den Naturpark Niederlausitzer Heidelandschaft 2008 verantwortlich.

### Eingemeindung
Buchhain wurde am 31. Dezember 2001 nach Doberlug-Kirchhain eingemeindet.

### Bevölkerung
Die Bewohner von Buchhain betrieben seit jeher Ackerbau, Holzwirtschaft und Viehzucht. Aber auch Weinanbau und Imkerwesen war zeitweise ansässig.

### Einwohnerentwicklung
| Jahr | Einwohner | Jahr | Einwohner | Jahr | Einwohner |
| ---- | --------- | ---- | --------- | ---- | --------- |
| 1818 | 216       | 1946 | 622       | 2007 | 383       |
| 1846 | 270       | 1964 | 481       |      |           |
| 1871 | 522       | 1971 | 481       |      |           |
| 1900 | 449       | 1990 | 421       |      |           |
| 1939 | 450       | 1994 | 397       |      |           |

Quelle

## Sehenswürdigkeiten

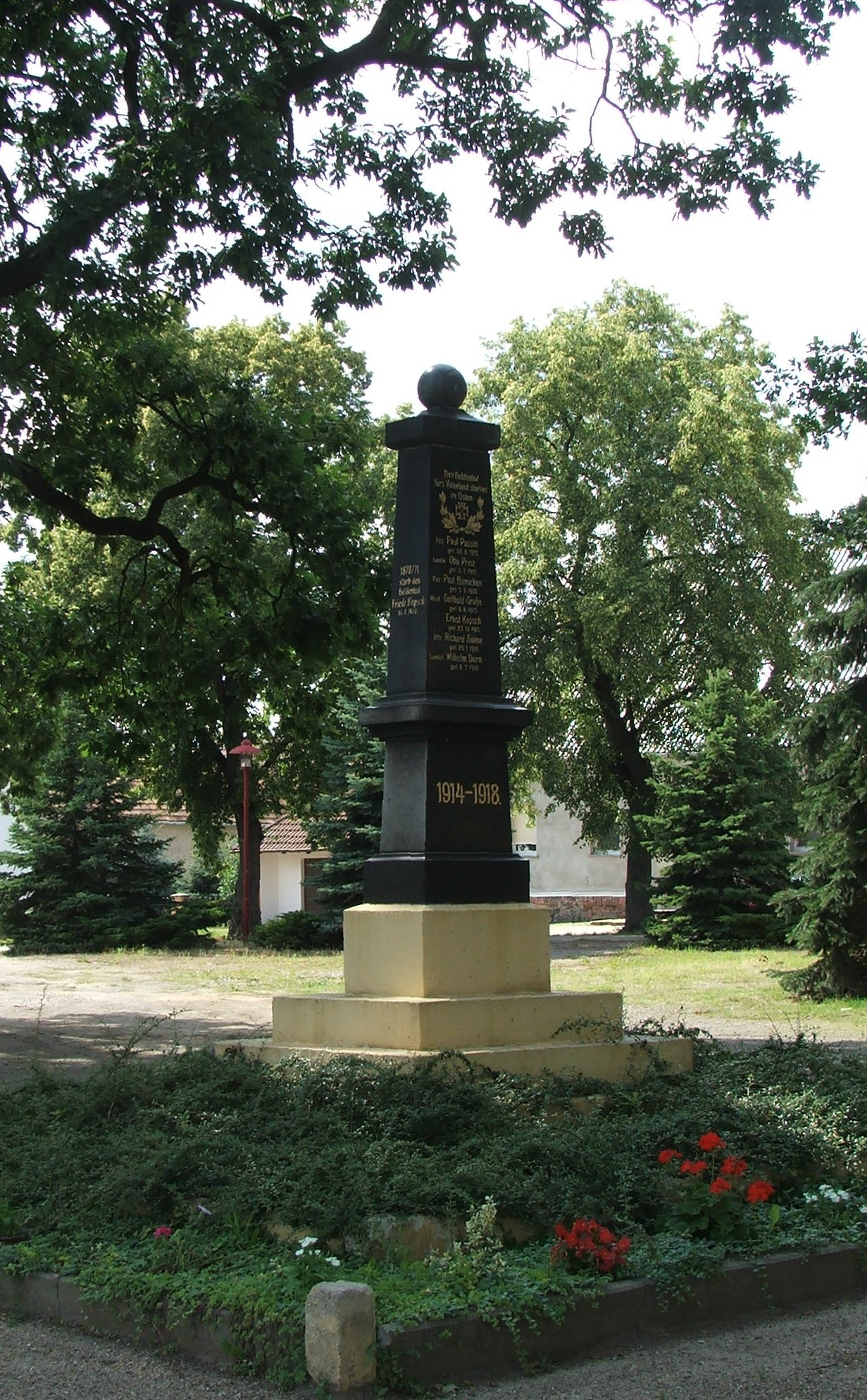
Kriegerdenkmal in Buchhain

- Dorfkirche
- Kriegerdenkmal

## Söhne und Töchter der Gemeinde
- Axel Hannemann (1945–1962), Todesopfer an der Berliner Mauer